# Жанажол (Жамбылская область)
Жанажол (каз. Жаңажол, до 199? г. — Новый Путь) — село в Шуском районе Жамбылской области Казахстана. Административный центр и единственный населённый пункт Жанажолского сельского округа. Код КАТО — 316638100.

## Население
В 1999 году население села составляло 2782 человека (1352 мужчины и 1430 женщин). По данным переписи 2009 года, в селе проживало 2710 человек (1317 мужчин и 1393 женщины).